# Lendu (langue)
Cet article concerne la langue lendu. Pour le peuple lendu, voir Lendu (peuple).
Le lendu (bbaledhà [ɓālɛ̄ðà] en lendu) est une langue nilo-saharienne parlée principalement en République démocratique du Congo par plus de 750 000 personnes et en Ouganda par plus de 10 000 personnes. Près de 98 % des locuteurs sont situés dans la région de l’Ituri dans la province Orientale de la République démocratique du Congo, à l’ouest et au nord-ouest du lac Albert.

## Écriture
Une alphabet latin pour l’écriture du lendu a été adopté par le Projet de traduction bbaledha dans les années 1980.
| a  | b | bb | ’b | ch  | d  | dd | ’d | dh | dj | dy | d’y | dz | e  | f | g  | gb | h | hw | i | ɨ | j | k  | kp | l | m |
| mb | n | nd | ng | ngb | nj | ny | nz | o  | ø  | p  | r   | s  | sh | t | th | ts | u | u  | ʉ | v | w | ’w | y  | z | ’ |

## Phonologie
Demolin (1995) décrit le lendu avec des phonèmes injectifs sourds /ɓ̥ ɗ̥ ɠ̊/ (ou /ƥ ƭ ƙ/ avec les symboles API correspondants supprimés en 1993), ce qui serait très rare parmi les langues du monde. Cependant, Goyvaerts (1988) avait décrit ces phonèmes comme une série d'injectives en voix craquée /ɓ̰ ɗ̰ ɠ̰/ comme en haoussa, contrastant avec une série d'injectives normales /ɓ ɗ ɠ/ comme en kalabari (une langue ijo du Nigéria), et Ladefoged (1996) considère que cette description est plus exacte.